# Marta Becket
Marta Becket (9 de agosto de 1924–30 de enero de 2017) nacida Martha Beckett, fue una actriz, bailarina, coreógrafa y pintora estadounidense. Actuó por más de cuatro décadas en su propio teatro, el Amargosa Ópera House en Death Valley Junction, California. Amargosa (2000), un documental de Todd Robinson sobre Marta Becket, ganó en 2003 un Premio Emmy para el cineasta Curt Apduhan, además numerosos premios y nominaciones en festivales.

## Becket en Broadway
Becket empezó a hacer clases de ballet a los 14 años. Estuvo en el cuerpo de ballet del Radio City Music Hall y en Broadway apareció en Show Boat, A Tree Grows in Brooklyn (musical) y Wonderful Town. Más tarde, llevó su espectáculo unipersonal por todo el país, actuando en teatros pequeños y auditorios escolares. Se casó en 1962, y en 1967 de camino a un compromiso junto a su marido, debido a la falla de una llanta descubrió un teatro en Death Valley Junction y decidió quedarse.

## De borax a ballet
El teatro era parte de una ciudad-empresa diseñada por el arquitecto Alexander Hamilton McCulloch y construido en 1923–25 por la Pacific Coast Borax Company. El complejo en forma de "U" de edificios de adobe de estilo colonial mexicano incluía oficinas de la compañía, una tienda, un dormitorio, un hotel de 23 habitaciones, comedor, vestíbulo y oficinas de empleados. En el extremo noreste del complejo había una sala de recreación utilizada como centro comunitario para bailes, servicios religiosos, películas, funerales y reuniones de la ciudad.
Becket Alquiló la sala de recreación, entonces conocida como Corkhill Sala, empezó reparaciones y le cambió el nombre a Amargosa Ópera House. En 1970, periodistas de National Geographic Society descubrieron a Becket durante una presentación en el Amargosa Ópera House sin público. El trabajo de estos periodistas y otro en la revista Life condujo a un interés internacional en Becket y su teatro. Empezó a actuar para visitantes de alrededor del mundo, incluyendo tal notables cuando Ray Bradbury y Rojo Skelton.
En años más tarde, Becket dejó la danza para actuar semanalmente The Sitting Down Show. Becket dejó de actuar en su Teatro al final de la temporada de 2008-09 pero empezó a actuar otra vez en 2010. Su espectáculo final fue el 12 de febrero de 2012.
Becket estuvo actuando en su teatro desde 1968 y creó personalmente los murales y decorados. Las actuaciones han sido la única fuente de ingresos tanto para la Amargosa Ópera House (ahora propiedad de la organización sin ánimo de lucro de Marta) como para toda la ciudad.

## Muerte
Becket murió el 30 de enero de 2017 en su casa en Death Valley Junction de causas naturales, a los 92 años.

## Libros
- Su autobiografía, To Dance on Sands: The Life and Art of Death Valley's Marta Becket, publicada en 2007.
- Para el Star Performance: The Story of the World's Great Ballerinas, de Walter Terry (Doubleday, 1956), Becket realizó 42 ilustraciones de página completa, más diez ilustraciones más pequeñas para el glosario.